# Le Plessis-Bouchard
Le Plessis-Bouchard is een gemeente in het Franse departement Val-d'Oise (regio Île-de-France) en telt 7006 inwoners (1999). De plaats maakt deel uit van het arrondissement Pontoise.

## Geografie
De oppervlakte van Le Plessis-Bouchard bedraagt 2,7 km², de bevolkingsdichtheid is 2594,8 inwoners per km².
De onderstaande kaart toont de ligging van Le Plessis-Bouchard met de belangrijkste infrastructuur en aangrenzende gemeenten.

## Demografie
Onderstaande figuur toont het verloop van het inwonertal (bron: INSEE-tellingen).